# Сан Бартоло (Пуебло Нуево)
Сан Бартоло (шп. San Bartolo) насеље је у Мексику у савезној држави Дуранго у општини Пуебло Нуево. Насеље се налази на надморској висини од 1560 м.

## Становништво
Према подацима из 2005. године у насељу је живело 107 становника.

### Хронологија
| Година       | 2000         | 2005          |
| ------------ | ------------ | ------------- |
| Становништво | 90 (44 / 46) | 107 (53 / 54) |

### Попис
| #   | Индикатор                                                                                           | Вредност |
| --- | --------------------------------------------------------------------------------------------------- | -------- |
| 1   | Становништво од 0 до 4 године                                                                       | 29       |
| 2   | Мушко становништво од 0 до 4 године                                                                 | 16       |
| 3   | Женско становништво од 0 до 4 године                                                                | 13       |
| 4   | Становништво од 0 до 14 година                                                                      | 64       |
| 5   | Мушко становништво од 0 до 14 година                                                                | 31       |
| 6   | Женско становништво од 0 до 14 година                                                               | 33       |
| 7   | Становништво са 5 година                                                                            | 4        |
| 8   | Становништво са 5 и више година                                                                     | 78       |
| 9   | Мушко становништво са 5 и више година                                                               | 37       |
| 10  | Женско становништво са 5 и више година                                                              | 41       |
| 11  | Становништво од 6 до 11 година                                                                      | 22       |
| 12  | Становништво од 6 до 14 година                                                                      | 31       |
| 13  | Мушко становништво од 6 до 14 година                                                                | 12       |
| 14  | Женско становништво од 6 до 14 година                                                               | 19       |
| 15  | Становништво од 12 до 14 година                                                                     | 9        |
| 16  | Становништво од 12 година и више                                                                    | 52       |
| 17  | Становништво са 15 и више година                                                                    | 43       |
| 18  | Мушко становништво са 15 и више година                                                              | 22       |
| 19  | Женско становништво са 15 и више година                                                             | 21       |
| 20  | Становништво од 15 до 24 године                                                                     | 20       |
| 21  | Женско становништво од 15 до 49 година                                                              | 19       |
| 22  | Становништво од 15 до 59 година                                                                     | 42       |
| 23  | Мушко становништво од 15 до 59 година                                                               | 22       |
| 24  | Женско становништво од 15 до 59 година                                                              | 20       |
| 25  | Становништво са 18 и више година                                                                    | 37       |
| 26  | Мушко становништво са 18 и више година                                                              | 19       |
| 27  | Женско становништво са 18 и више година                                                             | 18       |
| 28  | Становништво са 60 и више година                                                                    | 1        |
| 29  | Мушко становништво са 60 и више година                                                              | 0        |
| 30  | Женско становништво са 60 и више година                                                             | 1        |
| 31  | Становништво са 65 и више година                                                                    | 1        |
| 32  | Мушко становништво са 65 и више година                                                              | 0        |
| 33  | Женско становништво са 65 и више година                                                             | 1        |
| 34  | Однос између мушкараца и жена                                                                       | 98.15    |
| 35  | Просечан број деце рођене у животу                                                                  | 4        |
| 36  | Становништво са 5 и више година резидентно у ентитету у октобру 2000                                | 78       |
| 37  | Становништво са 5 и више година које је живело у другом ентитету у октобру 2000                     | 0        |
| 38  | Мушко становништво са 5 и више година које је живело у другом ентитету у октобру 2000               | 0        |
| 39  | Женско становништво са 5 и више година које је живело у другом ентитету у октобру 2000              | 0        |
| 40  | Становништво са 5 и више година које је живело у Сједињеним Америчким Државама октобра 2000. године | 0        |
| 41  | Становништво без права на здравствене услуге                                                        | 106      |
| 42  | Становништво које има право на здравствене услуге                                                   | 0        |
| 43  | Становништво које има право на ИМСС                                                                 | 0        |
| 44  | Становништво које има право на социјално осигурање                                                  | 0        |
| 45  | Становништво које има право на опште осигурање                                                      | 0        |
| 46  | Становништво од 8 до 14 година које не зна да чита и пише                                           | 1        |
| 47  | Мушко становништво од 8 до 14 година које не зна да чита и пише                                     | 1        |
| 48  | Женско становништво од 8 до 14 година које не зна да чита и пише                                    | 0        |
| 49  | Становништво са 15 година и више које је неписмено                                                  | 3        |
| 50  | Мушко становништво са 15 година и више које је неписмено                                            | 3        |
| 51  | Женско становништво са 15 година и више које је неписмено                                           | 0        |
| 52  | Становништво са 5 година које не похађа школу                                                       | 0        |
| 53  | Мушко становништво са 5 година које не похађа школу                                                 | 0        |
| 54  | Женско становништво са 5 година које не похађа школу                                                | 0        |
| 55  | Становништво од 6 до 11 година које не похађа школу                                                 | 0        |
| 56  | Становништво од 6 до 14 година које не похађа школу                                                 | 5        |
| 57  | Мушко становништво од 6 до 14 година које не похађа школу                                           | 3        |
| 58  | Женско становништво од 6 до 14 година које не похађа школу                                          | 2        |
| 59  | Становништво од 12 до 14 година које не похађа школу                                                | 5        |
| 60  | Становништво од 15 до 24 године које не похађа школу                                                | 0        |
| 61  | Мушко становништво од 15 и 24 године које похађа школу                                              | 0        |
| 62  | Женско становништво од 15 до 24 године које похађа школу                                            | 0        |
| 63  | Становништво са 15 и више година без школовања                                                      | 0        |
| 64  | Мушко становништво са 15 и више година без школовања                                                | 0        |
| 65  | Женско становништво са 15 и више година без школовања                                               | 0        |
| 66  | Становништво са 15 и више година са непотпуном основним образовањем                                 | 32       |
| 67  | Мушко становништво са 15 и више година са непотпуном основном школом                                | 18       |
| 68  | Женско становништво са 15 и више година са непотпуном основном школом                               | 14       |
| 69  | Становништво са 15 и више година са комплетним основним образовањем                                 | 11       |
| 70  | Мушко становништво са 15 година и више са комплетним основним образовањем                           | 4        |
| 71  | Женско становништво са 15 и више година са комплетним основним образовањем                          | 7        |
| 72  | Становништво са 15 и више година са постосновним образовањем                                        | 0        |
| 73  | Мушко становништво са 15 и више година са постосновним образовањем                                  | 0        |
| 74  | Женско становништво са 15 и више година са постосновним образовањем                                 | 0        |
| 75  | Просечна оцена школовања                                                                            | 5.91     |
| 76  | Просечан ниво образовања мушке популације                                                           | 5.5      |
| 77  | Просечан ниво образовања женске популације                                                          | 6.33     |
| 78  | Становништво са 5 и више година које говори аутохтони језик                                         | 1        |
| 79  | Мушко становништво са 5 и више година које говори аутохтони језик                                   | 1        |
| 80  | Женско становништво са 5 и више година које говори аутохтони језик                                  | 0        |
| 81  | Становништво са 5 и више година које говори аутохтони језик и не говори шпански језик               | 0        |
| 82  | Мушко становништво са 5 и више година које говори аутохтони језик и не говори шпански језик         | 0        |
| 83  | Женско становништво са 5 и више година које говори аутохтони језик и не говори шпански језик        | 0        |
| 84  | Становништво са 5 година и више које говори аутохтони језик и шпански језик                         | 0        |
| 85  | Мушко становништво са 5 година и више које говори аутохтони језик и шпански језик                   | 0        |
| 86  | Женско становништво са 5 година и више које говори аутохтони језик и шпански језик                  | 0        |
| 87  | Становништво у аутохтоним домаћинствима                                                             | 9        |
| 88  | Укупно домаћинства                                                                                  | 17       |
| 89  | Домаћинства са мушком главом                                                                        | 14       |
| 90  | Домаћинства са женском главом                                                                       | 3        |
| 91  | Становништво у домаћинствима                                                                        | 107      |
| 92  | Становништво у домаћинствима на челу са мушкарцем                                                   | 93       |
| 93  | Становништво у домаћинствима на челу са женом                                                       | 14       |
| 94  | Укупно појединачних домаћинстава                                                                    | 17       |
| 95  | Насељени приватни домови                                                                            | 17       |
| 96  | Становници у насељеним приватним кућама                                                             | 107      |
| 97  | Насељеност станара у приватним становима                                                            | 6.29     |
| 98  | Просечно становника по соби у приватним насељеним домаћинствима                                     | 2.74     |
| 99  | Појединачна домаћинства са подовима од различитих материјала од земље                               | 1        |
| 100 | Појединачна домаћинства у приземљу                                                                  | 16       |
| 101 | Појединачна домаћинства са једном спаваћом собом                                                    | 10       |
| 102 | Појединачна домаћинства са две спаваће собе и више                                                  | 7        |
| 103 | Појединачна домаћинства једним собом                                                                | 3        |
| 104 | Појединачна домаћинства са две собе                                                                 | 9        |
| 105 | Појединачна домаћинства са 3 собе и више                                                            | 5        |
| 106 | Појединачна домаћинства која имају тоалет                                                           | 15       |
| 107 | Појединачна домаћинства са доводом воде из јавне мреже                                              | 0        |
| 108 | Појединачна домаћинства без довода воде из јавне мреже                                              | 17       |
| 109 | Појединачна домаћинства која имају канализацију                                                     | 14       |
| 110 | Појединачна домаћинства која немају канализацију                                                    | 3        |
| 111 | Појединачна домаћинства којa имају електричну енергију                                              | 14       |
| 112 | Појединачна домаћинства која имају довод воде из јавне мреже, канализацију и електричну енергију    | 0        |
| 113 | Појединачна домаћинства која имају довод воде из јавне мреже, канализацију и електричну енергију    | 0        |
| 114 | Појединачна домаћинства без икаквих услова                                                          | 12       |
| 115 | Појединачна домаћинства која имају телевизор                                                        | 5        |
| 116 | Појединачна домаћинства која имају фрижидер                                                         | 0        |
| 117 | Појединачна домаћинства која имају машину за веш                                                    | 0        |
| 118 | Појединачна домаћинства која имају рачунар                                                          | 0        |